# برونو توگناچینی
برونو توگناچینی (ایتالیایی: Bruno Tognaccini; ۱۳ دسامبر ۱۹۳۲ – ۱۳ اوت ۲۰۱۳) دوچرخه‌سوار اهل ایتالیا بود.